# Красногоровка (Полтавская область)
Красногоровка (укр. Красногорівка) — село, Белоцерковский сельский совет, Великобагачанский район, Полтавская область, Украина.
Код КОАТУУ — 5320281209. Население по переписи 2001 года составляло 908 человек.

## Географическое положение
Село Красногоровка находится на правом берегу реки Псёл, выше по течению на расстоянии в 1 км расположено село Дзюбовщина, ниже по течению на расстоянии в 0,5 км расположено село Герусовка, на противоположном берегу — село Белоцерковка. Рядом проходит автомобильная дорога М-03.

## Происхождение названия
Существует местная легенда, что в Красногоровке еще со времён казаков была гора, полностью заросшая маком,  то есть красная гора. Отсюда и пошло название Красногоровка.

## Экономика
- В селе Красногоровка находится самый мощный телеретранслятор Центральной Украины (50 кВт), который своим сигналом охватывает всю Полтавскую область[2]
- Красногоровский филиал ОАО «Полтаваоблэнерго»

## Объекты социальной сферы
- Детский сад
- Школа
- Профессионально-техническое училище № 49

## Известные уроженцы
- Василенко Сергей Иосифович (1921—1994) — Герой Советского Союза.
- Василенко Фёдор Емельянович (1911—1983) — Герой Советского Союза.